# Trenton (condado de Dodge)
Trenton es un pueblo ubicado en el condado de Dodge en el estado estadounidense de Wisconsin. En el Censo de 2010 tenía una población de 1293 habitantes y una densidad poblacional de 9,29 personas por km².

## Geografía
Trenton se encuentra ubicado en las coordenadas 43°34′15″N 88°50′20″O / 43.57083, -88.83889. Según la Oficina del Censo de los Estados Unidos, Trenton tiene una superficie total de 139.18 km², de la cual 137.71 km² corresponden a tierra firme y (1.06%) 1.47 km² es agua.

## Demografía
Según el censo de 2010, había 1293 personas residiendo en Trenton. La densidad de población era de 9,29 hab./km². De los 1293 habitantes, Trenton estaba compuesto por el 96.83% blancos, el 0.31% eran afroamericanos, el 0.23% eran amerindios, el 0.39% eran asiáticos, el 0% eran isleños del Pacífico, el 1.16% eran de otras razas y el 1.08% pertenecían a dos o más razas. Del total de la población el 2.32% eran hispanos o latinos de cualquier raza.